# Le Bateau des ténèbres
Pour plus de détails, voir Fiche technique et Distribution.
Le Bateau des ténèbres (Lost Voyage en VO) est un film américain réalisé par Christian McIntire et diffusé sur Syfy le 11 mai 2002.
En France, il a été diffusé pour la première fois le 24 juin 2007 sur Syfy Universal.

## Synopsis
Vingt-cinq ans après sa disparition dans le Triangle des Bermudes, le navire SS Corona Queen réapparaît mystérieusement. Une expédition pour découvrir ce qui s'est passé est organisée et sept personnes sont mobilisées pour enquêter sur le phénomène...

## Fiche technique
- Titre original : Lost Voyage
- Titre français : Le Bateau des ténèbres
- Réalisateur : Christian McIntire
- Scénariste : Patrick Phillips et Christian McIntire d'après leur histoire
- Musique : Richard McHugh
- Photographe : Todd Baron
- Montage : Christian Mcintire
- Création des décors : David Huang
- Direction artistique : Roger Bear
- Création des costumes : Julia Bartholomew
- Maquillages spéciaux : Mike Tristano
- Supervision des effets visuels : Alvaro Villagomez
- Producteurs : Jeffery Beach, Phillip J. Roth et Ken Olandt
- Producteur associé : T.J. Sakasegawa
- Producteurs exécutifs : James Hollensteiner, Thomas J. Niedermeyer Jr. et Richard Smith
- Sociétés de production :  Unified Film Organization (UFO) et Oceanbound Productions
- Société de distribution : Oceanbound Productions
- Ratio écran : 1,85:1
- Image : Couleurs
- Son : Stéréo
- Format négatif : 35 mm
- Caméra : Arriflex
- Laboratoire : FotoKem Laboratory (Burbank)
- Procédé cinématographique : Sphérique
- Pays :  États-Unis
- Langue : anglais
- Genre : Fantastique
- Durée : 96 minutes
- Année de sortie : 2002 aux  États-Unis

## Distribution
- Judd Nelson : Aaron Roberts
- Janet Gunn : Dana Elway
- Jeff Kober : Dazinger
- Lance Henriksen : David Shaw
- Scarlet Chorvat : Julie Largo
- Richard Gunn : Randall Banks
- Mark Sheppard : Ian Fields
- Ray Laska : Parker Roberts
- Wendy Robie : Mary Burnett
- Robert Pine : Mike Kaplan
- Donna Magnani : Cheryl Roberts
- Mason Lucero : Aaron jeune